# Ralph Bishop
Pour les articles homonymes, voir Bishop.
Ralph Bishop, né le 1er octobre 1915 à Brooklyn, New York, décédé le 1er octobre 1974 à Santa Clara, en Californie, est un joueur et entraîneur américain de basket-ball. Il évolue au poste de pivot.

## Palmarès
- Champion olympique 1936